# Georg Heinrich von Pancug

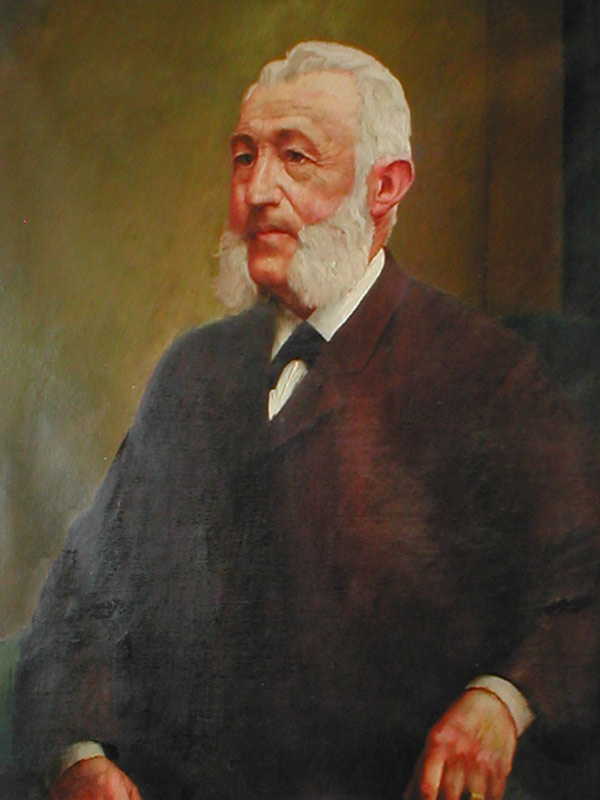
G. H. v. Pancug, Porträt im Rathaus von Heilbronn (entstanden nach 1900)

Georg Heinrich von Pancug (* 18. Juli 1717 in Heilbronn; † 3. März 1783 ebenda) war von 1781 bis 1783 Bürgermeister von Heilbronn.

## Leben
Pancug entstammte dem Heilbronner Zweig der westfälischen Juristenfamilie Pancug. Ihr Familienwappen war ein goldfarbener gekrönter Löwe, der auf einem grünen Dreiberg steht und zum Sprung ansetzt. Georg Heinrich Pancug war Enkel des Bürgermeisters Georg Friedrich Pancug (1653–1733) und Sohn des Ratsmitglieds Georg Conrad von Pancug. Er besuchte das Heilbronner Gymnasium und immatrikulierte sich an der Universität Jena im Fach Rechtswissenschaft. 
1739 kehrte er nach Heilbronn zurück, wo er sich als Advokat niederließ. 1744 trat er in städtische Dienste und war 1745 Anwalt beim Stadtgericht. In jenem Jahr wurde ihm auch der rittermäßige Adel bestätigt. 1750 wurde er Gerichtskonsulent und 1753 Ratskonsulent. Ab 1754 gehörte er dem kleinen, inneren Rat („von den burgern“) an, wo er gemäß den Gepflogenheiten beim Ausscheiden eines älteren Ratsmitglieds in jeweils höhere Positionen nachrückte. 1766 war er Steuerherr.
Im Jahr 1769 wurde er als einer der vier Steuerherren zum Stadtschultheißen gewählt. Diese Stelle war zwar hierarchisch höher als die eines Steuerherren und außerdem mit der Vogtei über das reichsstädtische Dorf Frankenbach verbunden, war aber schlechter bezahlt und bedeutete auch eine zeitweilige „Verbannung“ aus dem Rat der Stadt, die erst mittels der Rückkehr in das Amt eines Bürgermeisters überwunden werden konnte. Eine Beschwerde Pancugs gegen die Wahl und eine originelle Antwort des Rats sind überliefert. Inzwischen amtierender Stadtschultheiß, ließ Pancug 1770 ein „aufreizendes“ Schriftstück gegen den Rat in Wirtshäusern verbreiten, das jedoch kein Echo fand.
Nach dem Rücktritt von Bürgermeister Georg Philipp Mylius im Frühjahr 1781 wurde er schließlich dritter Bürgermeister von Heilbronn und Vogt von Flein. Er bekleidete die Ämter noch knapp zwei Jahre, bis er Anfang März 1783 an einem Schlaganfall verstarb. Aus seiner Amtszeit sind keine bedeutenden Ereignisse überliefert.
Er war mit der Bürgerstochter Elisa Charlotte Feyerabend (1730–1795) verheiratet. Die Ehe blieb kinderlos, so dass mit ihm der Heilbronner Zweig der Pancug im Mannesstamm erlosch. Ihn überlebte seine Schwester Rosine Elisabeth (1716–1799), die Mutter des Admirals Heinrich August von Kinckel.

## Zitate über von Pancug
Der Dichter Christian Friedrich Daniel Schubart (1739–1791), ein Zeitgenosse Pancugs, sieht in ihm:

„Die ehrwürdigen Trümmer eines weiland trefflichen Kopfes; lachender Witz, britische Laune, reiches Gedächtnis, weite Belesenheit gaben ihm noch im Schutte ein ehrwürdiges Ansehen gleich einer Porphyrsäule unter den Ruinen von Palmyra.“

Moriz von Rauch beschreibt Pancug in einer Schrift von 1916 als:

„Hochbegabt, gebildet und weitgereist, aber ohne sittlichen Halt, ausschweifend und voll Spottsucht.“

Der Chronist Wilhelm Steinhilber sieht in ihm dagegen:

„»Einen ruhigen und stillen Mann« und »Arbeiter im Dienste der Stadt«.“

## Weinberghäuschen Pfannkuch(en)
1765 wurde von der Familie Pancug ein Weinberghäuschen auf dem Heilbronner Stiftsberg errichtet, das als Pfannkuch(en)häuschen bekannt wurde. 1912 wurde es durch Ludwig Hahn originalgetreu rekonstruiert. Spätestens bei den Kämpfen um Heilbronn gegen Ende des Zweiten Weltkriegs im April 1945 wurde es zerstört. Die Trümmer wurden bei einer Rebflurbereinigung 1959 abgeräumt.